# Popânzălești, Dolj
Popânzălești este un sat în comuna Drăgotești din județul Dolj, Oltenia, România.
Localitatea este situată la 25 km de Craiova și este străbătută de la nord la sud de râul Teslui (pe o distanță de aproximativ 7 km) și de la vest la est de afluentul său, pârâul Vlașca (pe distanța de  2,5 km).
La Popânzălești se află Mănăstirea Sfântul Ierarh Calinic de la Cernica (zidită de către sfântul ierarh în 1853, pe locul uneia mai vechi), reînființată după Revoluția din decembrie 1989 de către mitropolitul Nestor Vornicescu, și biserica Izvorul Tămăduirii, datând din 1837.
 Acest articol despre o localitate din județul Dolj este deocamdată un ciot. Puteți ajuta Wikipedia prin completarea lui.